# Fernand Cantoni
Pour les articles homonymes, voir Cantoni.
Pas d'image ? Cliquez ici

a Compétitions nationales et continentales officielles uniquement.

Fernand Cantoni, né le 5 mars 1932 à Grenade et mort le 23 mai 1984 à Pujaudran, est un joueur français de rugby à XV et de rugby à XIII français évoluant au poste de troisième ligne aile en XV et alternant les postes d'ailier, de centre ou de demi de mêlée dans les années 1940 et 1950.
Sélectionné en équipe de France juniors en rugby à XV, il évolue à l'US Carmaux en première division du Championnat de France de rugby à XV avant de rejoindre son frère, Vincent Cantoni, au rugby à XIII en s'engageant au Toulouse olympique XIII tout le long des années 1950. Il ne compte aucune sélection officielle mais prend part à la tournée de l'équipe de France en 1955.

## Biographie
Fernand Cantoni est issu d'une fratrie de joueur de rugby. Son frère, Vincent Cantoni, avec lequel il évolue au Toulouse olympique XIII compte vingt-sept sélections en équipe de France de rugby à XIII. Le fils de Vincent Cantoni, Jack Cantoni, compte dix-sept sélections en équipe de France de rugby à XV dans les années 1970. Son autre frère, Mario Cantoni, joue au rugby à XV à l'US Montauban.